# Checkpoint (programa de televisión)
Checkpoint es programa de televisión para niños holandeses emitido por el Evangelische Omroep en Zapp. Puede ser descrito como una mezcla entre el Brainiac, Jackass y Fear Factor para la juventud. El show es presentado por Klaas van Kruistum.
En este espectáculo las pruebas se llevan a cabo lo que puede ser enviado por los espectadores. Sin embargo, la mayoría de las pruebas no están basados en métodos científicos. Es más bien un espectáculo en el que se realizan acrobacias.
La novena temporada de Checkpoint saldrá al aire en septiembre de 2014.

## Estructura y desarrollo
Desde 2009, cuando el show salió al aire por primera vez, su estructura ha casualidad un par de veces.
Durante las dos primeras temporadas de Checkpoint, cada episodio constaba de tres pruebas. El segundo fue siempre Boys vs Girls. En estas pruebas las diferencias entre niños y niñas son objeto de escrutinio y se centraron en si los hombres o las mujeres son mejores en el desempeño de una determinada tarea o función. Las otras dos pruebas cambian cada episodio y éstas se centraron en productos que son detectados.
Desde la tercera temporada, que fue transmitido en la primavera de 2010, la estructura cambia, el número de artículos pasó de tres a cuatro. También: elementos periódicos se introdujeron, de los cuales uno ofreció un concurso. Aparte de la competencia que ahora se traslada a los créditos de cierre y sólo un par de excepciones esta estructura aún se ha mantenido.

## Recurrentes elementos

### Chicos vs Chicas
En esta sección se presenta desde el comienzo de la serie y casi cada episodio contiene una nueva edición. En estas pruebas las diferencias entre niños y niñas son objeto de escrutinio y se centraron en si los hombres o las mujeres son mejores en el desempeño de una determinada tarea o función. En los finales de temporada se muestra una recopilación de estas pruebas, que también cuenta con la clasificación final de la temporada pasada (desde la temporada 3).

### Otros elementos periódicos
En temporada se introducen 3 elementos más recurrentes. Una visión general:
- 1 Minuutje (1 minuto). Tareas que pueden / no se puede hacer en un minuto.
- De Achtbaan (La montaña rusa). Tareas que pueden / no se puede hacer durante un viaje en montaña rusa.
- De Auto Van Je Vader (el coche de su padre). ¿Qué se puede hacer con un coche todavía en pie.
- Descubre la historieta. ¿Qué pueden / no pueden ocurrir eventos de dibujos animados en la vida real.
- Feestdagen (Vacaciones). Consejos para aumentar las celebraciones.
- Cine descubre (Película Check). ¿Qué eventos de las películas pueden / no pueden ocurrir en la vida real.
- Gevaar En Huis (Peligro en el hogar). Peligros en los alrededores de la casa son examinados.
- De Glijbaan (The Slide). Tareas que pueden / no se puede hacer, mientras que ir fuera un tobogán de agua.
- Handleidingen (Manuales de instrucciones). Los manuales de instrucciones de los dispositivos son examinados.
- Cámara de alta velocidad. Las cosas simples que se muestran en cámara lenta.
- Jong vs Oud (Young vs Vieja). Las tareas que se pueden hacer mejor, ya sea jóvenes o viejos.
- Kat vs Hond (Cat vs Dog). Las tareas que se pueden hacer mejor por cualquiera de los gatos de los perros.
- De Klapper Van De Semana (The Banger de la semana). Una búsqueda de los golpes más fuertes (explosiones y cosas).
- De Kracht Van Veel (Fuerza En Números). ¿Qué se puede hacer cuando muchos de un poco se fusionan a una grande.
- Als netas en de la película (al igual que en las películas). Muestra cómo se realizan diferentes acrobacias y otros eventos en las películas.
- Nederland vs ... (Holanda vs ...) las tareas tradicionales realizadas por jóvenes de un país en comparación con los jóvenes de los Países Bajos.
- Onbreekbaar? (Unbreakable?) Ciertos objetos clasificados como irrompible se ponen a prueba.
- Ondersteboven (al revés). Tareas que pueden / no se puede hacer mientras estaba colgado cabeza abajo.
- De Horno (El Horno). Objetos colocados en un horno para ver qué pasa.
- Poep en Plas (Poo y Pee). Usos de las heces.
- Psychotest. Los tests psicológicos.
- De reciclaje. La reutilización de ciertos objetos.
- Schimmelgevaar (peligros de moho). Los alimentos colocados en un recipiente para poner a prueba la vida útil.
- Spreekwoorden (Proverbios). Ciertos proverbios y refranes se prueban si todavía son correctas en estos días.
- Top Secret. Las pruebas que son adaptan mal a los padres.
- Vuurwerk (Fuegos artificiales). Se muestran los peligros de los fuegos artificiales.
- De windtunnel (El Túnel de Viento). Tareas que pueden / no se puede hacer en vientos fuertes.

#### Recurrentes elementos de una temporada
| Rubriek                     | 3 | 4 | 5 | 6 | 7 | 8 |
| --------------------------- | - | - | - | - | - | - |
| 1 Minuutje                  | x | x |   |   |   |   |
| De Achtbaan                 |   | x |   |   |   |   |
| De Auto Van Je Vader        |   |   |   |   |   | x |
| Cartoon Check               |   |   |   |   |   | x |
| Feestdagen                  |   |   | x |   |   |   |
| Film Check                  |   |   |   |   |   | x |
| Gevaar in Huis              |   |   | x |   |   |   |
| De Glijbaan                 |   |   | x | x |   |   |
| Handleidingen               |   |   |   |   | x | x |
| High Speed Camera           |   |   |   |   | x |   |
| Jong vs Oud                 |   |   |   | x |   |   |
| Kat vs Hond                 |   | x |   |   |   |   |
| De Klapper Van De Week      |   |   |   |   | x | x |
| De Kracht Van Veel          |   |   |   |   | x | x |
| Als netas en de la película |   | x | x | x |   | x |
| Nederland vs ...            |   |   |   |   | x |   |
| Onbreekbaar?                | x |   |   |   |   |   |
| Ondersteboven               | x |   |   |   |   |   |
| De Oven                     | x |   |   |   |   |   |
| Poep en Plas                |   |   |   |   | x |   |
| Psychotest                  | x | x | x |   |   |   |
| Reciclar                    |   |   |   | x |   |   |
| Schimmelgevaar              |   |   | x | x |   |   |
| Spreekwoorden               |   |   |   | x |   |   |
| Top Secret                  |   | x |   |   |   |   |
| Vuurwerk                    |   |   | x | x |   |   |
| De Windtunnel               | x |   |   |   |   |   |

## Éxito
Checkpoint es muy popular y en el período de los programa se ejecuta, las calificaciones por parte de las retransmisiones elevó a valores altos. Se convirtió en uno de los espectáculos más emblemáticos de Zapp y también pertenece a los espectáculos más vistos en Nederland 3 el sábado. Checkpoint incluso tiene sus propios eventos, como el / zoon-dag vader (el día de padre / hijo), que son un éxito también y muy visitada.
El espectáculo también fue galardonado con varios premios. En 2011 ganó el Checkpoint Cinekid Kinderkast Publieksprijs (premio Cinekid Kinderkastaudience) en la categoría de no-ficción. El siguiente año fue nominado para el prestigioso Prix Jeunesse Internacional y, finalmente archivada Premio del Jurado Infantil. El mismo año consiguieron una nominación para el Gouden Stuiver (de oro del níquel), que fue sin embargo finalmente ganó por Het Klokhuis. Apenas una semana más tarde vengó al ganar el Cinekid Kinderkast Publieksprijs por segundo año consecutivo. En 2013 fueron nominados una vez más por el Gouden Stuiver, pero Het Sinterklaasjournaal fue el ganador final de este tiempo. En 2014 ganó el premio Checkpoint TV Beelden para la demostración de las mejores hijos.
| Año  | Award                                             | Estado                             |
| ---- | ------------------------------------------------- | ---------------------------------- |
| 2011 | Cinekid Kinderkast No ficción                     | Premio del Público Ganador Ganador |
| 2012 | Prix Jeunesse Internacional                       | Premio del Jurado ganados          |
| 2012 | Gouden Stuiver                                    | Nominado                           |
| 2012 | Cinekid Kinderkast no fictie                      | Ganadas                            |
| 2013 | Gouden Stuiver                                    | Nominado                           |
| 2014 | La TV de Beelden, espectáculo para mejores hijos. | Ganadas                            |

## Escisión
A principios de julio de 2014, el espectáculo consigue un spin-off, llamado Checkpoint top 5. En este espectáculo se muestran los cinco mejores momentos de prueba de un tema en particular. Algunos ejemplos son: los cinco mejores accidentes automovilísticos, los cinco momentos más sucios y los cinco mejores explosiones.